# Pascual Duarte
Pour plus de détails, voir Fiche technique et Distribution.
Pascual Duarte est un film espagnol réalisé par Ricardo Franco, sorti en 1976.

## Fiche technique
- Titre français : Pascual Duarte
- Réalisation : Ricardo Franco
- Scénario : Ricardo Franco, Emilio Martínez Lázaro et Elías Querejeta d'après le roman La familia de Pascual Duarte  de Camilo José Cela
- Photographie : Luis Cuadrado
- Musique : Luis de Pablo
- Production : Elías Querejeta
- Pays d'origine :  Espagne]
- Date de sortie : 1976

## Distribution
- José Luis Gómez : Pascual Duarte
- Diana Perez de Guzman : Rosario
- Paca Ojea : Pascual's mother
- Héctor Alterio : Esteban Duarte Diniz
- Eduardo Calvo : Don Jesús
- Joaquín Hinojosa : Paco López, "El Estirao"

## Récompense
- Prix d'interprétation masculine du Festival de Cannes pour José Luis Gómez
- Prix Sant Jordi du cinéma du meilleur acteur espagnol pour José Luis Gómez